# Rau von Holzhausen

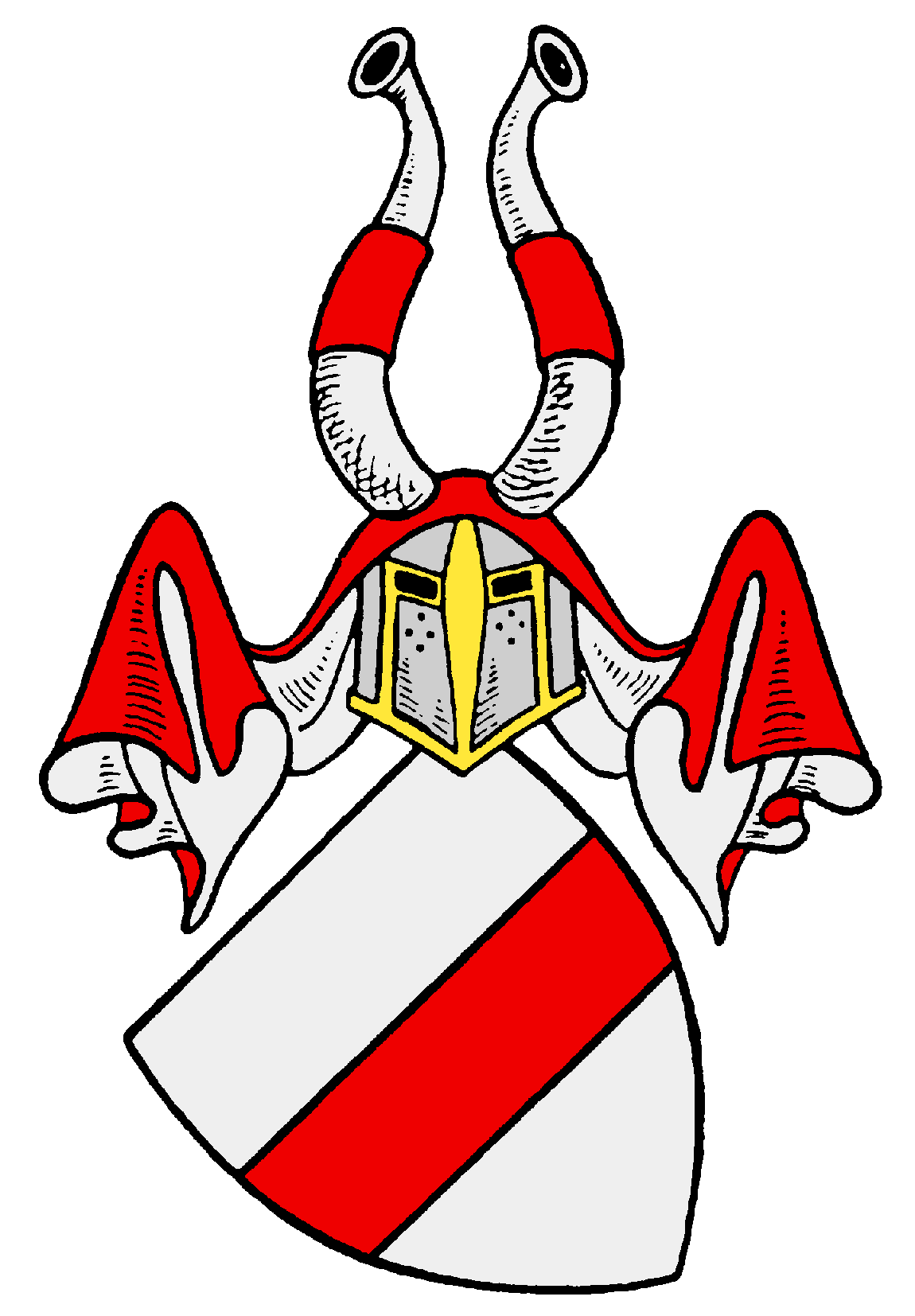
Wappen der Rau zu Holzhausen

Die Rau von Holzhausen waren ein hessisches Uradelsgeschlecht und gehörten zur althessischen und mittelrheinischen Reichsritterschaft. Das ursprünglich namensgebende Holzhausen ist heute nach dem Adelsgeschlecht benannt (Rauischholzhausen); hier steht der in der 1. Hälfte des 16. Jahrhunderts erbaute Rauische Hof. Die Besitztümer in Holzhausen wurden 1873 an den Industriellen und Diplomaten Ferdinand Eduard von Stumm verkauft. Stammsitz eines weiteren Zweiges war die bereits im 12. Jahrhundert erbaute Burg Nordeck, die 1909 in den Besitz des Grafen von Schwerin überging.

## Geschichte
Das Geschlecht entstammt den Edlen von Marburg-Nordeck-Michelbach. Die alte Familie von Holzhausen führte in ihrem Wappen einen Querbalken; dieses Wappen ging nach dem Erlöschen derer von Holzhausen auf das Geschlecht der Rau über, während das alte nordeckische Stammwappen wegfiel.
Die mangelhafte, oft fehlerhafte, Quellenlage betrifft den gesamten Zeitraum aller Familienzweige. Gesicherte Daten sind urkundlich genannt, Geburts- und Sterbedaten und auch Zeiträume sind jedoch oft ungesichert und nach höchstmöglicher Wahrscheinlichkeit der oft abweichenden Datenquellen unter Vorbehalt zu betrachten. Viele genealogische Details, sogar die Zuordnung von Mitgliedern des Hauses, bleiben ungeklärt.
Im Jahre 1488 kamen Burg und Gericht Nordeck an einen Zweig der Familie Rau von Holzhausen, der daraufhin auch als Rau von Holzhausen zu Nordeck (oder von Nordeck) bezeichnet wurde. Als dieser Familienzweig im Jahre 1607 im Mannesstamm erlosch, belehnte Landgraf Moritz von Hessen-Kassel einen anderen Zweig der Familie Rau von Holzhausen damit.

## Stammtafeln

### Die alte Familie von Holzhausen
- Conrad von Holzhausen, 1146 erwähnt
- Heinrich von Holzhausen, 1146 erwähnt
- Adalbert von Holzhausen, gemeinsam mit seinem Sohn 1344 erwähnt
  - Werner von Holzhausen, gemeinsam mit seinem Vater 1344 erwähnt
  - Burkard von Holzhausen, gemeinsam mit Vater und Bruder 1344 erwähnt
- Albrecht von Holzhausen
  - Tochter NN. ⚭ Conrad Rau von Nordeck
  - Tochter NN. ⚭ NN. von Bobenhausen
  - Tochter NN. ⚭ Adolf von Schröck
- Johann von Holzhausen, 1393 Priester des Ordens St. Anton
- Conrad Holzapfel von Holzhausen, 1370 Burgmann des Grafen Johann von Sayn
- Wolf von Holzhausen, 1355 Domherr zu Mainz

### Die Familie Rau

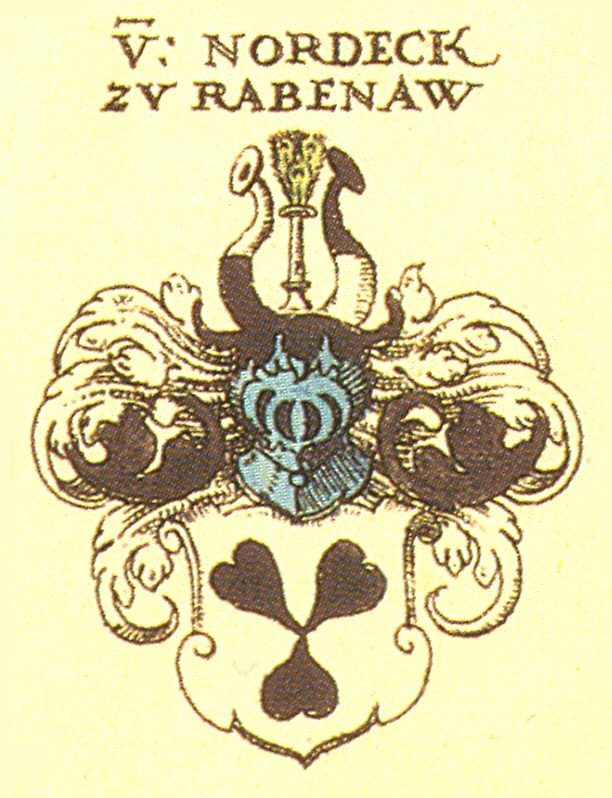
Wappen der Nordeck zur Rabenau nach Siebmachers Wappenbuch von 1605

Adolf I. Ruhe, Ritter zu Ebsdorf, führte sein Wappen wie das Wappen der Familie von Nordeck zur Rabenau
Die Rau zu Nordeck
1. Conrad I. Ruhe zu Nordeck, mainzischer Burgmann zu Amöneburg, 1260, 1285 und 1300 erwähnt, ⚭ Erbtochter des Albrecht von Holzhausen (s. o.)
  1. Adolf II. Rau zu Frauenberg und Nordeck, 1344 Hessischer Burgmann,† vor 1354, ⚭ Lyna
    1. Adolf III. zu Nordeck, 1354 erstmals erwähnt, † 1375 1⚭ Kunigunde von Amelsdorf, 2⚭ NN von Bellersheim
      1. Gernand I. Rau zu Nordeck, 1378, 1385, 1393–1420 erwähnt, 1⚭ Elisabeth von Nun aus Mardorf, 2⚭ NN. von Buseck gen. Brand
        1. Adolf V. der Jüngere, 1429 erstmals erwähnt, † 1458
        2. Gernand II. der Junge, 1429 erstmals erwähnt, † 1462, ⚭ Gutta Schabe zum Staufenberg
          1. Adolf VI. der Alte Burgmann zu Nordeck, 1462 erwähnt, 1471–1515 Burgmann zu Friedberg 1⚭ 1522 Christine von Schlegerein, 2⚭ Gertrud von Merlau, Tochter des Valentin von Merlau und der NN. Schenk zu Schweinsberg
            1. Adolf VIII. Rau zu Nordeck, der Junge, † 1568, Amtmann in Schotten, Statthalter in Kassel, erwarb 1526 das Schloss Nordeck, 1⚭ Margarethe von Dalwigk, 2⚭ 1525 Agnes Schutzbar genannt Milchling
              1. Jost I. Rau zu Nordeck, † 1569, Burgmann zu Friedberg, 1⚭ 1536 Catharina Wais von Fauerbach, 2⚭ 1552 Anna Catharina von Boineburg zu Lengsfeld, † 11. Februar 1591, Witwe des Burkhard Rau zu Holzhausen, † 1549
                1. Johann Adolf I. Rau zu Nordeck, † 14. Juli 1558 Trimberg, ⚭ 1546 Anna von Hatzfeld, * 1524, † Fiddemühle, Witwe ⚭ 1570 Georg Schwertzel zu Willingshausen
                  1. Anna Rau zu Nordeck, † 1569

                2. Jost III. Rau zu Nordeck, † 21. Januar 1607 auf Dornheim und Bevenheim, Amtmann in Amöneburg, 1⚭ 1576 Margarethe Cronberg, 2⚭ Anna Catharina Schütz von Holzhausen, kinderlos

            2. Adolf X. Rau zu Nordeck, † 21. September 1568, Amtmann in Saleck, ⚭ Ottilie von Schutzbar gen. Milchling
              1. Wolf Rau zu Nordeck 1572, † vor 1582
              2. Heinrich V. Rau zu Nordeck, † 1591, 1573 Kapitular in Fulda, 1579 Propst zu Thulba (Oberthulba)
              3. Ottilie Rau zu Nordeck, ⚭ 1577 Valentin Echter von Mespelbrunn

            3. Kraft Rau zu Nordeck (1506–1551), Burgmann von Friedberg, ⚭ 1521 Elisabeth Schabe, Tochter des Volpracht Schabe
              1. Jost II. Rau zu Nordeck, 1568 erwähnt

            4. Anna Rau zu Nordeck, ⚭ 1502 Adolf Rau von Holzhausen
            5. Gertrud Rau zu Nordeck, 1⚭ Johann von Huck, 2⚭ Heinrich von Urff

          2. Gernand III. Rau zu Nordeck, 1459 erwähnt, † vor 1471
          3. Johann II. Rau zu Nordeck (1471–1515), 1⚭ Catharina von Merlau (Schwester der Gertrud und Tochter des Valentin von Merlau und der NN. Schenk zu Schweinsberg), 2⚭ Margarethe Diede zum Fürstenstein, Tochter des NN. Diede zum Fürstenstein und der NN. von Buttlar
            1. Elisabeth Rau zu Nordeck ⚭ Johann Jost von Nordeck zu Rabenau. † 21. Februar 1544

          4. Philipp zu Nordeck (1471–1515) ⚭ Gela von Schutzbar genannt Milchling
            1. Heinrich IV. Rau zu Nordeck, 1525 erstmals erwähnt, ⚭ Catharine von der Tann, Tochter des NN. von der Tann und der NN. von Mansbach
              1. Dorothea Rau zu Nordeck, † 1611, 1⚭ Adolf Rau von Holzhausen, † 1578, 2⚭ Wilhelm von Fleckenbühl gen. Bürgel
              2. Johann V. Rau zu Nordeck, † vor 1558, ⚭ Margarethe von Haustein, Ww. ⚭ Adolf Caspar von Berlepsch
              3. Anna Rau zu Nordeck, ⚭ Philipp von Nordeck gen. Braun (1530–1554)

          5. Luckel Rau zu Nordeck, ⚭ 1465 Conrad von Muschenheim
          6. Anna Rau zu Nordeck, ⚭ 1471 Wilhelm von Buseck gen. Brand

        3. Eva Rau zu Nordeck, ⚭ 1435 Hermann von Nordeck
        4. Kunigunde Rau zu Nordeck 1⚭ Gottfried von Girmes, 2⚭ 1414 Wolf Schenk zu Schweinsberg
        5. Margarethe Rau zu Nordeck ⚭ 1459 Henne von Nordeck

Die Rau zu Holzhausen
1. Zweig zu Holzhausen

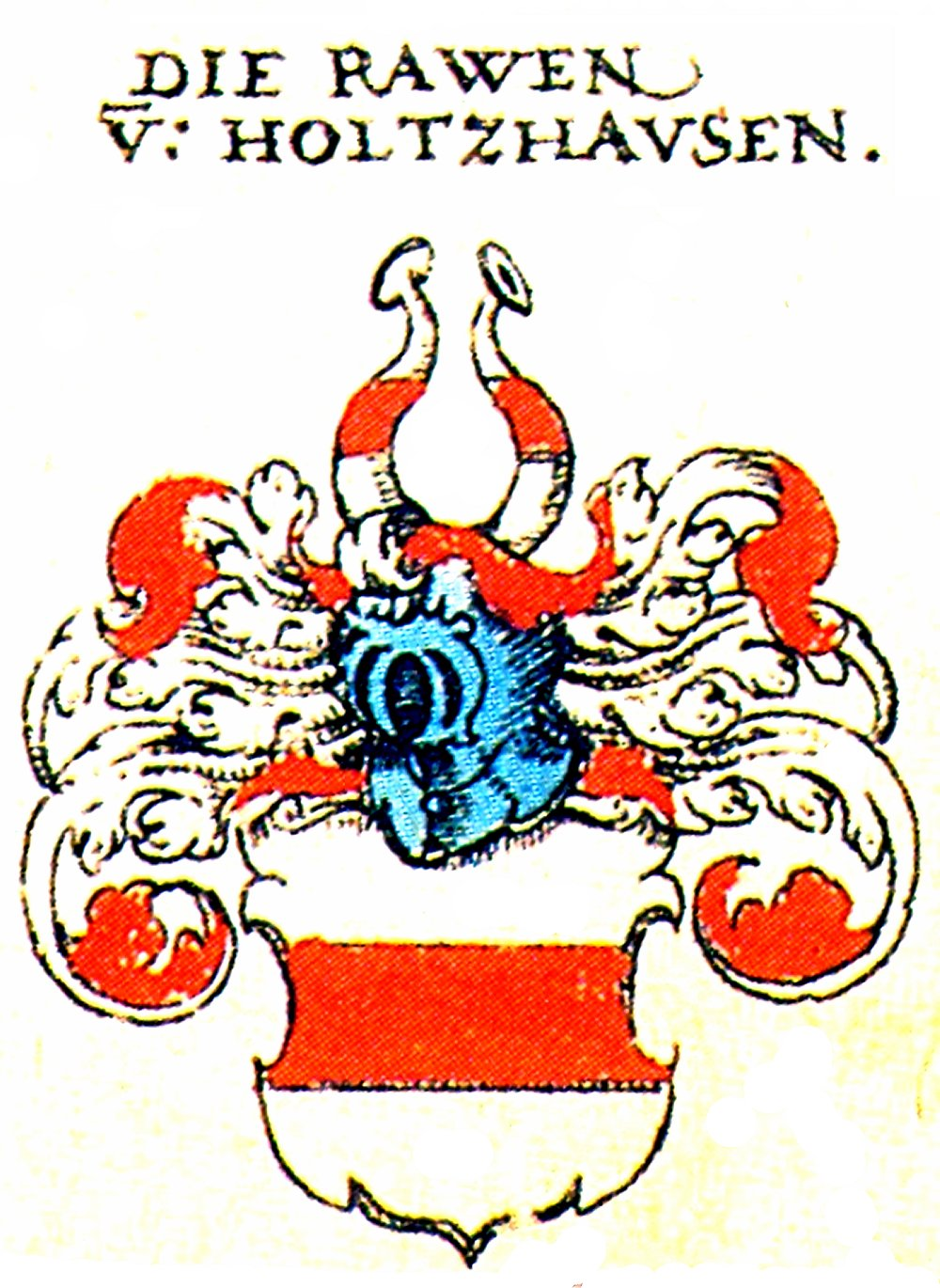
Wappen der Rau zu Holzhausen nach Siebmachers Wappenbuch von 1605

  1. Reinhard Rau zu Holzhausen, 1346 erwähnt, ⚭ Künzel
    1. Adolf IV. Rau zu Holzhausen, 1352 erwähnt, ⚭ Metze Kalb von Reinheim, Tochter des Ludwig Kalb von Reinheim und der Hedwig NN.
      1. Emmerich Rau zu Holzhausen, 1420 erwähnt, ⚭ NN. von Waldvogel
        1. Henne I. Rau zu Holzhausen, 1346 erstmals erwähnt, † vor 1502 ⚭ 1452 Lysa Schlegerein, Tochter des NN Schlegerein und der NN von Rückershausen
          1. Henne III. Jung Rau zu Holzhausen † 1493, ⚭ Gertrud von Nordeck zu Londorf
            1. Clara Rau zu Holzhausen † 1554 in Zörbzig ⚭ Caspar Sittig von Berlepsch † 1539
            2. Johann IV. Rau zu Holzhausen 1539 Hessischer Marschall, ⚭ NN von Dalwigk, Tochter des. NN von Dalwigk und der NN von Meysenbug
              1. Clara Rau zu Holzhausen † 1568, ⚭ Hermann von Zerssen auf Mengeringhausen (1516–1588)
              2. Edeline † 27. Oktober 1575 Kirchberg, ⚭ 1540 Hans von Rolshausen zum Staufenberg

          2. Adolf VII. der Mittlere Rau zu Holzhausen 1483, 1513 erwähnt, † vor 1525, Burgmann zu Friedberg, ⚭ Anna Rau zu Nordeck, Tochter des Adolf Rau zu Nordeck und der Gertrud von Merlau
            1. Catherine Rau zu Holzhausen, ⚭ Georg von Löwenstein genannt Schweinsberg
            2. Burkhard Rau zu Holzhausen † 1549, ⚭ 1547 Anna Catharina von Boineburg zu Lengsfeld † 11. Februar 1591, Ww. ⚭ 1552 Jost Rau zu Nordeck
              1. Anna Rau zu Holzhausen * 1548, ⚭ Georg IV. Riedesel zu Eisenbach, Erbmarschall, † 1589
              2. Rudolf Wilhelm Ruhe Rau zu Holzhausen, * 1549 † 15. Juli 1611, Landvogt an der Werra, Hessisch-Darmstädtischer Geheimer Rat, Hauptmann in Gießen, ⚭ Dorothea von Grün, Tochter des Heinrich Wilhelm von Grün und der Margerethe von Kitscher (Geschlecht besteht bis in die Neuzeit)

            3. Adolf IX. Rau zu Holzhausen † 1549 ⚭ Dorothea Rau zu Holzhausen † 1611 Ww. ⚭ Wilhelm von Fleckenbühl genannt Bürgel
              1. Eitel Burkhard Rau zu Holzhausen (1593–1648) Hessisch-Darmstädtischer Oberjägermeister ⚭ Elisabeth von Löwenstein gen. Schweinsberg
                1. Johann Heinrich Rau zu Holzhausen, † jung
                2. Anna Agnes Rau zu Holzhausen (1634–1694) ⚭ Johann Burkhard von Linsingen zu Jesberg, † 1690

              2. Clara Rau zu Holzhausen ⚭ März 1595 Christian von Hundelshausen

            4. Eitel Rau zu Holzhausen, Amtmann in Neustadt in Mecklenburg, Großvogt in Celle, ⚭ Abel von Bodendorf, Tochter des Ernst von Bodendorf und der Abel von Bieregg
              1. Anna Rau zu Holzhausen ⚭ 1569 Johann dem Älteren von Holle, Obrist, Drost zu Riklingen, Peine, Herr zu Hettlingen, * 1530, † 4. März 1576 Kiel
              2. Abel Rau zu Holzhausen, † 13. September 1598 Braunschweig, ⚭ Johann der Jüngeren von Holle, Drost zu Peine, Stadthauptmann in Braunschweig, Herr zu Wolfshorn, * 1541

            5. Anna Rau zu Holzhausen ⚭ Hermann Riedesel zu Eisenbach, † 1532

          3. Heinrich III. Rau zu Holzhausen, 1479 erwähnt, ⚭ Gertrud von Biedenfeld
            1. Ruprecht I. 1489/90 erwähnt, ⚭ NN. Diede zum Fürstenstein, Tochter des NN. Diede zum Fürstenstein und der NN. von Boineburg
              1. Elisabeth Rau zu Holzhausen ⚭ Johann Scheuernschloß zu Hachborn, † 1593 (Letzter seines Stammes)
              2. Ruprecht II. Rau zu Holzhausen, † 29. Januar 1589, war in Jerusalem
              3. Georg Rau zu Holzhausen

            2. Elisabeth Rau zu Holzhausen, † 19. September 1531 in Lich, ⚭ Conrad Schenk zu Schweinsberg (* 1459 † 1. März 1497 in Lich), Amtmann zu Lich

        2. Conrad IV. Rau zu Holzhausen, 1476–79 erwähnt

    2. Heinrich I. Rau zu Holzhausen. 1354, 1357, 1371 erwähnt
      1. Conrad III. Rau zu Holzhausen, 1399 erwähnt ⚭ Catherine Schenck zu Schweinsberg
        1. Wiederhold Rau zu Holzhausen
        2. Conrad V. Rau zu Holzhausen, † 10. Januar 1479, Domherr in Mainz
        3. Tylge Rau zu Holzhausen 1⚭ Ludwig Schenk zu Schweinsberg, † 1448, 2⚭ Gottfried Schenk zu Schweinsberg, † 1457

      2. Heinrich II. Rau zu Holzhausen, † 29. August 1415 in Konstanz (während des Konzils von Konstanz), Domscholaster in Mainz

## Namensträger
- Carl Rau von und zu Holzhausen (1804–1862), deutscher Justizbeamter, MdL Kurhessen
- Ferdinand Rau von und zu Holzhausen (1818–1856), deutscher Gutsbesitzer, MdL Kurhessen
- Franz Carl Ernst Wilhelm Rau von Holzhausen (1775–1830), deutscher Oberforstmeister und Abgeordneter
- Otto Rau von und zu Holzhausen (1813–1866), deutscher Gutsbesitzer, MdL Kurhessen